# Daniel Wiffen
Daniel Wiffen (Leeds, 14 de julho de 2001) é um nadador irlandês.

## Vida pessoal
Wiffen nasceu em Leeds, Inglaterra, e mudou-se para Magheralin aos dois anos de idade. Ele tem três irmãos, o irmão gêmeo Nathan, a irmã Elizabeth e o irmão Ben. A casa da família fica perto da fronteira do Condado de Down e fica no Condado de Armagh. O irmão de Wiffen, Nathan, também é um nadador que terminou em quarto lugar no evento de estilo livre de 1500 metros no Campeonato Europeu de 2024 e perdeu por pouco o tempo de qualificação para o evento nas Olimpíadas de Verão de 2024.
Wiffen e seu irmão gêmeo têm um canal no YouTube. Ambos foram figurantes no episódio "Seeing Things" de The Frankenstein Chronicles e no episódio "The Rains of Castamere" de Game of Thrones, no qual apareceram na famosa cena do Casamento Vermelho; neste último, sua irmã Elizabeth também apareceu como Neyela Frey.
Wiffen frequenta a Universidade de Loughborough.

## Carreira
Wiffen competiu nos eventos de 800 metros livre masculino e 1500 metros livre nos Jogos Olímpicos de Verão de 2020 em Tóquio. Ele ganhou sua primeira medalha internacional sênior nos Jogos da Commonwealth de 2022, onde ficou em segundo lugar no evento de 1500 metros livre masculino e competiu pela Irlanda do Norte. Em dezembro de 2022, Wiffen quebrou o recorde europeu para os 800 metros livres em piscina curta, tornando-se o primeiro irlandês a deter um recorde europeu na natação. Ele competiu pela Irlanda no Campeonato Europeu Sub-23 de 2023 em Dublin, onde se tornou o campeão europeu inaugural Sub-23 no evento de 1500 metros livre e ganhou medalhas de prata nos eventos de 400 e 800 metros livre.
Wiffen ganhou medalhas de ouro nos eventos de 400, 800 e 1500 metros livres no Campeonato Europeu de 2023 (25m) em Otopeni, onde também estabeleceu um novo recorde mundial nos 800 metros livres em piscina curta com um tempo de 7:20.46 e se tornou o primeiro nadador irlandês a ganhar uma medalha de ouro europeia em piscina curta. No Campeonato Mundial de 2023 em Fukuoka, ele quebrou o recorde europeu para os 800 metros de comprimento com o tempo de 7:39.19. Wiffen ganhou medalhas de ouro nos eventos de 800 metros livres e 1500 metros livres no Campeonato Mundial de Esportes Aquáticos de 2024 em Doha, tornando-se o primeiro nadador irlandês masculino na história a ganhar uma medalha no Campeonato Mundial.
Wiffen se classificou para os eventos de 400m, 800m e 1500m livre nas Olimpíadas de Verão de 2024 em Paris, mas decidiu não competir nos 400m e, em vez disso, nadar nos 10 km de natação em águas abertas. Ele se classificou em primeiro lugar para a final dos 800m livre e, em 30 de julho, ganhou a medalha de ouro com um novo tempo recorde olímpico de 7:38.19. A medalha foi o décimo segundo ouro olímpico da Irlanda e o primeiro na natação desde os Jogos Olímpicos de Verão de 1996 em Atlanta. Ele foi o segundo medalhista irlandês de natação nos jogos de 2024 e o primeiro vencedor individual da medalha de ouro olímpica da Irlanda do Norte desde 1972. Em 4 de agosto, Wiffen ganhou a medalha de bronze na final dos 1500m livre, com um tempo de 14:39.63. Ele ficou em 18º lugar na maratona masculina de 10 quilômetros e se tornou o primeiro atleta olímpico irlandês a competir na disciplina.